# Hypermastus ryukyuensis
Hypermastus ryukyuensis is een slakkensoort uit de familie van de Eulimidae. De wetenschappelijke naam van de soort is voor het eerst geldig gepubliceerd in 2010 door Matsuda, Uyeno & Nagasawa.